# Ward Bond
Ward Bond, all'anagrafe Wardell Edwin Bond (Benkelman, 9 aprile 1903 – Dallas, 5 novembre 1960), è stato un attore statunitense, noto soprattutto per i numerosi ruoli di caratterista nei film western di John Ford.

## Biografia
Studente di Ingegneria alla Colorado School of Mines, Ward Bond passò alla University of Southern California grazie a una borsa di studio per il football americano. Qui conobbe John Wayne, studente di Legge: entrambi borsisti per meriti sportivi e compagni nella squadra di football, divennero grandi amici. Su consiglio di Wayne, Bond sfruttò la propria prestanza fisica e le capacità espressive per tentare la carriera cinematografica. Entrò così a far parte della cerchia del regista John Ford, che lo fece debuttare nella sequenza finale della partita di football nel film Saluto militare (1929). Dopo la laurea ottenuta nel 1931, Ford ne fece un grande caratterista dei film western, spesso come coprotagonista proprio accanto a Wayne. Indimenticabile la sua interpretazione del capitano Samuel Johnson Clayton, il simpatico reverendo del film Sentieri selvaggi (1956).

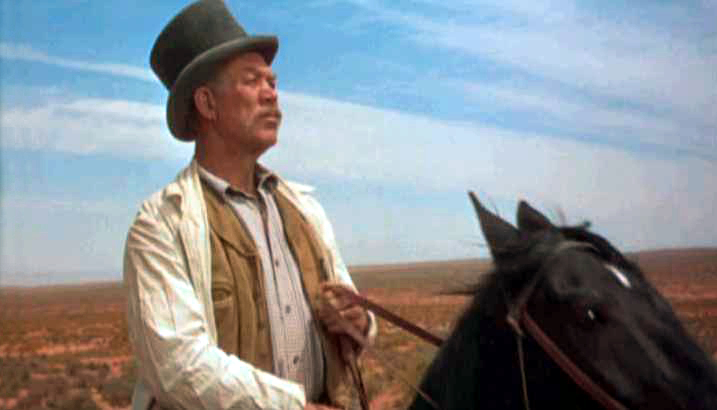
Ward Bond nel film Sentieri selvaggi (1956)

Bond lavorò anche in generi assai diversi dal western, dando comunque buona prova delle sue doti di attore, come in Accadde una notte (1934) e La vita è meravigliosa (1946), entrambi diretti da Frank Capra. Altri suoi ruoli di rilievo furono quelli del burbero detective Tom Polhaus in Il mistero del falco (1941) di John Huston, del pugile John Lawrence Sullivan in Il sentiero della gloria (1942) di Raoul Walsh, e del regista John Dodge (alter ego di John Ford), in Le ali delle aquile (1957), diretto dallo stesso Ford.
Rude e corpulento, noto per il suo carattere litigioso fuori dal set, Bond tendeva a trasferire la sua esuberante fisicità nei personaggi affidatigli, ma - tenuto a freno dall'energico John Ford - era capace di controllare la propria verve e di esprimere una recitazione equilibrata. Il suo ruolo tipico nei western fu spesso quello del personaggio burbero e talora iroso, ma dall'animo sostanzialmente bonario, come lo si ricorda nei film Alba di gloria (1939), dove interpretò il chiassoso imbroglione John Palmer Cass, Sfida infernale (1946), nel ruolo di Morgan Earp, In nome di Dio (1948), nei panni dell'astuto sceriffo Pearley Buck Sweet, e La carovana dei mormoni (1950), dove interpretò Elder Wiggs, capo del convoglio e guida morale e spirituale del gruppo. Bond ripropose un analogo personaggio alcuni anni più tardi, quello del maggiore Seth Adams, nella serie televisiva Carovane verso il West (1957-1961), ispirata al soggetto de La carovana dei mormoni, ruolo che fece di lui una star del piccolo schermo.
Sofferente di epilessia, Bond non poté essere arruolato come soldato nella Seconda guerra mondiale.
Politicamente vicino alle idee conservatrici del suo amico John Wayne, entrò a far parte della Società cinematografica per la salvaguardia degli ideali americani, un'associazione di destra il cui programma era quello di denunciare ed allontanare i simpatizzanti comunisti dall'industria cinematografica. Nel 1960 si schierò a favore del candidato repubblicano Richard M. Nixon nella campagna per le elezioni presidenziali. Cardiopatico in cura con pastiglie di nitroglicerina, a novembre, all'età di 57 anni, si recò con sua moglie a Dallas per assistere a una partita di football, tre giorni prima della vittoria dei democratici e dell'elezione di John F. Kennedy. Sabato 5 novembre Bond, nella stanza da bagno della sua camera d'hotel mentre si apprestava a farsi la barba ebbe un infarto, collassando contro la porta socchiusa, chiudendola e impedendo col suo peso alla moglie di entrare. La consorte chiamò il personale dell'albergo, e fu poi allertata un'ambulanza, ma non ci fu nulla da fare. Il corpo venne riportato a Los Angeles in aereo il giorno seguente, domenica 6. Il giorno dopo, lunedì 7, le esequie si tennero alla Field Photo Home, un centro ricreativo per reduci di guerra decorati con il Purple Heart creato da John Ford, officiate dal pastore Kermit Castellanos della chiesa episcopale di Ognissanti di Beverly Hills. Fu John Wayne a pronunciare l'elogio funebre e, assieme ad altre persone, a portare la bara. Bond venne poi cremato, e le sue ceneri disperse nell'Oceano Pacifico, al largo di Newport Beach.
Per il suo contributo all'industria televisiva, Ward Bond ha una stella sulla Hollywood Walk of Fame, al numero 6933 di Hollywood Blvd. Nel 2001 è stato inserito nell'Albo d'oro degli interpreti Western al National Cowboy & Western Heritage Museum di Oklahoma City. La città di Benkelman, nel Nebraska, che gli diede i natali, gli ha dedicato il "Ward Bond Memorial Park".

## Filmografia

### Cinema
- Words and Music, regia di James Tinling (1929)
- Saluto militare (Salute), regia (non accreditati) di David Butler e John Ford (1929)
- Fatemi la corte (So This Is College), regia di Sam Wood (1929)
- The Lone Star Ranger, regia di A.F. Erickson (1930)
- Temerario nato (Born Reckless), regia di Andrew Bennison e John Ford (1930)
- Il grande sentiero (The Big Trail), regia di Raoul Walsh (1930)
- The Doorway to Hell, regia di Archie Mayo (1930)
- Up the River, regia di John Ford (1930)
- Un americano alla corte di re Artù (A Connecticut Yankee), regia di David Butler (1931)
- Quick Millions, regia di Rowland Brown (1931)
- Three Girls Lost, regia di Sidney Lanfield (1931)
- The Spider, regia di Kenneth MacKenna e William Cameron Menzies (1931)
- Sob Sister, regia di Alfred Santell (1931)
- La bionda e l'avventuriero (Blonde Crazy), regia di Roy Del Ruth (1931)
- Over the Hill, regia di Henry King (1931)
- Un popolo muore (Arrowsmith), regia di John Ford (1931)
- Maker of Men, regia di Edward Sedgwick (1931)
- The Greeks Had a Word for Them, regia di Lowell Sherman (1932)
- High Speed, film di D. Ross Lederman (1932)
- Careless Lady, regia di Kenneth MacKenna (1932)
- The Trial of Vivienne Ware, regia di William K. Howard (1932)
- Bachelor's Affairs, regia di Alfred L. Werker (1932)
- Hello Trouble, regia di Lambert Hillyer (1932)
- Hold 'Em Jail, regia di Norman Taurog (1932)
- White Eagle, regia di Lambert Hillyer (1932)
- Rackety Rax, regia di Alfred L. Werker (1932)
- Virtue, regia di Edward Buzzell (1932)
- L'aeroporto del deserto (Air Mail), regia di John Ford (1932)
- Carne (Flesh), regia (non accreditato) di John Ford (1932)
- Sundown Rider, regia di Lambert Hillyer (1932)
- Gli arditi del cinema (Lucky Devils), regia di Ralph Ince (1933)
- State Trooper, regia di D. Ross Lederman (1933)
- Obey the Law, regia di Benjamin Stoloff (1933)
- Unknown Valley, regia di Lambert Hillyer (1933)
- La croce del sud (When Strangers Marry), regia di Clarence G. Badger (1933)
- Eroi in vendita, regia di William A. Wellman (1933)
- The Wrecker, regia di Albert S. Rogell (1933)
- Signora per un giorno (Lady for a Day), regia di Frank Capra (1933)
- Selvaggi ragazzi di strada (Wild Boys of the Road), regia di William A. Wellman (1933)
- Police Car 17, regia di Lambert Hillyer (1933)
- College Coach, regia di William A. Wellman (1933)
- Straightaway, regia di Otto Brower (1933)
- Son of a Sailor, regia di Lloyd Bacon (1933)
- The Fighting Code, regia di Lambert Hillyer (1933)
- Amore alla frontiera (Frontier Marshal), regia di Lewis Seiler (1934)
- School for Romance, regia di Archie Gottler (1934)
- Speed Wings, regia di Otto Brower (1934)
- Accadde una notte (It Happened One Night), regia di Frank Capra (1934)
- The Poor Rich, regia di Edward Sedgwick (1934)
- The Fighting Ranger, regia di George B. Seitz (1934)
- Voice in the Night, regia di Charles C. Coleman (1934)
- Vortice (Whirlpool), regia di Roy William Neill (1934)
- The Crime of Helen Stanley, regia di D. Ross Lederman (1934)
- Edizione straordinaria (I'll Tell the World), regia di Edward Sedgwick (1934)
- The Most Precious Thing in Life, regia di Lambert Hillyer (1934)
- The Circus Clown, regia di Ray Enright (1934)
- È arrivato lo sposo (Here Comes the Groom), regia di Edward Sedgwick (1934)
- A Man's Game, regia di D. Ross Lederman (1934)
- The Defense Rests, regia di Lambert Hillyer (1934)
- Gli amori di Benvenuto Cellini (The Affairs of Cellini), regia di Gregory La Cava (1934)
- Incatenata (Chained), regia di Clarence Brown (1934)
- The Human Side, regia di Edward Buzzell (1934)
- Girl in Danger, regia di D. Ross Lederman (1934)
- Death on the Diamond, regia di Edward Sedgwick (1934)
- Un grullo in bicicletta (6 Day Bike Rider), regia di Lloyd Bacon (1934)
- Against the Law, regia di Lambert Hillyer (1934)
- Men of the Night, regia di Lambert Hillyer (1934)
- Strettamente confidenziale (Broadway Bill), regia di Frank Capra (1934)
- Grand Old Girl, regia di John S. Robertson (1935)
- Sotto pressione (Under Pressure), regia di Raoul Walsh (1935)
- I diavoli in paradiso (Devil Dogs of the Air), regia di Lloyd Bacon (1935)
- Una notte a New York (One New York Night), regia di Jack Conway (1935)
- Times Square Lady, regia di George B. Seitz (1935)
- The Crimson Trail, regia di Alfred Raboch (1935)
- Strangers All, regia di Charles Vidor (1935)
- Black Fury, regia di Michael Curtiz (1935)
- Fighting Shadows, regia di David Selman (1935)
- La pattuglia dei senza paura (G'Men), regia di William Keighley (1935)
- Canzoni appassionate (Go Into Your Dance), regia di Archie Mayo (1935)
- Mary Jane's Pa, regia di William Keighley (1935)
- La donna dello scandalo (The Headline Woman), regia di William Nigh (1935)
- Justice of the Range, regia di David Selman (1935)
- L'incrociatore misterioso (Murder in the Fleet), regia di Edward Sedgwick (1935)
- Calm Yourself, regia di George B. Seitz (1935)
- She Gets Her Man, regia di William Nigh (1935)
- Little Big Shot, regia di Michael Curtiz (1935)
- His Night Out, regia di William Nigh (1935)
- La ragazza del porto (Waterfront Lady), regia di Joseph Santley (1935)
- Gli ultimi giorni di Pompei (The Last Days of Pompeii), regia di Ernest B. Schoedsack (1935)
- È scomparsa una donna (Three Kids and a Queen), regia di Edward Ludwig (1935)
- Western Courage, regia di Spencer Gordon Bennet (1935)
- L'arciere bianco (Guard That Girl), regia di Lambert Hillyer (1935)
- La scomparsa di Stella Parish (I Found Stella Parish), regia di Mervyn LeRoy (1935)
- Broadway Hostess, regia di Frank McDonald (1935)
- Too Tough to Kill, regia di D. Ross Lederman (1935)
- We're Only Human, regia di James Flood (1935)
- Hitch Hike Lady, regia di Aubrey Scotto (1935)
- Two in the Dark, regia di Benjamin Stoloff (1936)
- La villa del mistero (Muss 'em Up), regia di Charles Vidor (1936)
- I fucilieri di marina sbarcano (The Leathernecks Have Landed), regia di Howard Bretherton (1936)
- La montagna incatenata (Boulder Dam), regia di Frank McDonald (1936)
- Colleen, regia di Alfred E. Green (1936)
- Pride of the Marines, regia di D. Ross Lederman (1936)
- The First Baby, regia di Lewis Seiler (1936)
- The Case Against Mrs. Ames, regia di William A. Seiter (1936)
- Avenging Waters, regia di Spencer Gordon Bennet (1936)
- La donna fatale (Fatal Lady), regia di Edward Ludwig (1936)
- The Cattle Thief, regia di Spencer Gordon Bennet (1936)
- La forza dell'amore (The Bride Walks Out), regia di Leigh Jason (1936)
- High Tension, regia di Allan Dwan (1936)
- White Fang, regia di David Butler (1936)
- Il passo della morte (Crash Donovan), regia di William Nigh (1936)
- Second Wife, regia di Edward Killy (1936)
- They Met in a Taxi, regia di Alfred E. Green (1936)
- L'uomo che visse due volte (The Man Who Lived Twice), regia di Harry Lachman (1936)
- The Big Game, regia di George Nichols Jr. ed Edward Killy (1936)
- Without Orders, regia di Lew Landers (1936)
- Legion of Terror, regia di Charles C. Coleman (1936)
- The Accusing Finger, regia di James Hogan (1936)
- Conflict, regia di David Howard (1936)
- Dopo l'uomo ombra (After the Thin Man), regia di W. S. Van Dyke (1936)
- Woman-Wise, regia di Allan Dwan (1937)
- La femmina dei porti (The Devil's Playground), regia di Erle C. Kenton (1937)
- Sono innocente (You Only Live Once), regia di Fritz Lang (1937)
- Con l'aiuto della luna (When's Your Birthday?), regia di Harry Beaumont (1937)
- Park Avenue Logger, regia di David Howard (1937)
- La guarnigione innamorata (23 1/2 Hours Leave), regia di John G. Blystone (1937)
- Michele Strogoff (The Soldier and the Lady), regia di George Nichols Jr. (1937)
- La chiave misteriosa (Night Key), regia di Lloyd Corrigan (1937)
- They Gave Him a Gun, regia di W.S. Van Dyke (1937)
- Il nemico dell'impossibile (The Go Getter), regia di Busby Berkeley (1937)
- The Wildcatter, regia di Lewis D. Collins (1937)
- Mountain Music, regia di Robert Florey (1937)
- A Fight to the Finish, regia di Charles C. Coleman (1937)
- The Singing Marine, regia di Ray Enright (1937)
- Marry the Girl, regia di William C. McGann (1937)
- La via dell'impossibile (Topper), regia di Norman Z. McLeod (1937)
- Strada sbarrata (Dead End), regia di William Wyler (1937)
- Escape by Night, regia di Hamilton MacFadden (1937)
- The Game That Kills, regia di D. Ross Lederman (1937)
- Musica per signora (Music for Madame), regia di John G. Blystone (1937)
- The Westland Case, regia di Christy Cabanne (1937)
- Fight for Your Lady, regia di Benjamin Stoloff (1937)
- Cuori umani (Of Human Hearts), regia di Clarence Brown (1938)
- Penitenziario (Penitentiary), regia di John Brahm (1938)
- Il gigante biondo (The Kid Comes Back), regia di B. Reeves Eason (1938)
- Born to Be Wild, regia di Joseph Kane (1938)
- Susanna! (Bringing Up Baby), regia di Howard Hawks (1938)
- Sotto il cielo delle Hawaii (Hawaii Calls), regia di Edward F. Cline (1938)
- Mr. Moto's Gamble, regia di James Tinling (1938)
- Muraglia inviolabile (Over the Wall), regia di Frank McDonald (1938)
- Uno scozzese alla corte del Gran Kan (The Adventures of Marco Polo), regia di Archie Mayo (1938)
- Flight Into Nowhere, regia di Lewis D. Collins (1938)
- Gun Law, regia di David Howard (1938)
- Numbered Woman, regia di Karl Brown (1938)
- Riformatorio, regia di Lewis D. Collins (1938)
- Prison Break, regia di Arthur Lubin (1938)
- Il prode faraone (Professor Beware), regia di Elliott Nugent (1938)
- Il sapore del delitto (The Amazing Dr. Clitterhouse), regia di Anatole Litvak (1938)
- L'eterna illusione (You Can't Take It with You), regia di Frank Capra (1938)
- Fugitives for a Night, regia di Leslie Goodwins (1938)
- The Law West of Tombstone, regia di Glenn Tryon (1938)
- Pattuglia sottomarina (Submarine Patrol), regia di John Ford (1938)
- L'alfabeto dell'amore (Going Places), regia di Ray Enright (1938)
- Il figlio di Frankenstein (Son of Frankenstein), regia di Rowland V. Lee (1939)
- Hanno fatto di me un criminale (They Made Me a Criminal), regia di Busby Berkeley (1939)
- Ritorna l'amore (Made for Each Other), regia di John Cromwell (1939)
- Pardon Our Nerve, regia di H. Bruce Humberstone (1939)
- Il terrore dell'Ovest (The Oklahoma Kid), regia di Lloyd Bacon (1939)
- Trouble in Sundown, regia di David Howard (1939)
- Gli avventurieri (Dodge City), regia di Michael Curtiz (1939)
- Mr. Moto in Danger Island, regia di Herbert I. Leeds (1939)
- La via dei giganti (Union Pacific), regia di Cecil B. DeMille (1939)
- Confessioni di una spia nazista (Confessions of a Nazi Spy), regia di Anatole Litvak (1939)
- Le avventure di Cisco Kid (Return of the Cisco Kid), regia di Herbert I. Leeds (1939)
- The Kid from Kokomo, regia di Lewis Seiler (1939)
- Alba di gloria (Young Mr. Lincoln), regia di John Ford (1939)
- The Girl from Mexico, regia di Leslie Goodwins (1939)
- Waterfront (1939) - Mart Hendler
- Gli indomabili (Frontier Marshal), regia di Terry O. Morse (1939)
- Dust Be My Destiny, regia di Lewis Seiler (1939)
- Heaven with a Barbed Wire Fence, regia di Ricardo Cortez (1939)
- La più grande avventura (Drums Along the Mohawk), regia di John Ford (1939)
- Via col vento (Gone with the Wind), regia di Victor Fleming (1939)
- The Cisco Kid and the Lady, regia di Herbert I. Leeds (1939)
- Mexican Spitfire, regia di Leslie Goodwins (1940)
- Furore (The Grapes of Wrath), regia di John Ford (1940)
- I ribelli del porto (Little Old New York), regia di Henry King (1940)
- Carovana d'eroi (Virginia City), regia di Michael Curtiz (1940)
- Buck Benny Rides Again, regia di Mark Sandrich (1940)
- Bufera mortale (The Mortal Storm), regia di Frank Borzage (1940)
- Sailor's Lady, regia di Allan Dwan (1940)
- La grande cavalcata (Kit Carson), regia di George B. Seitz (1940)
- La città del peccato (City for Conquest), regia di Anatole Litvak (1940)
- Lungo viaggio di ritorno (The Long Voyage Home), regia di John Ford (1940)
- I pascoli dell'odio (Santa Fe Trail), regia di Michael Curtiz (1940)
- Know for Sure (1941)
- La via del tabacco (Tobacco Road), regia di John Ford (1941)
- Il club del diavolo (A Man Betrayed), regia di John H. Auer (1941)
- Il sergente York (Sergeant York), regia di Howard Hawks (1941)
- Il grande tormento (The Shepherd of the Hills), regia di Henry Hathaway (1941)
- Fulminati (Manpower), regia di Raoul Walsh (1941)
- Doctors Don't Tell, regia di Jacques Tourneur (1941)
- Il mistero del falco (The Maltese Falcon), regia di John Huston (1941)
- La palude della morte (Swamp Water), regia di Jean Renoir (1941)
- Il cavaliere della vendetta (Wild Bill Hickock Rides), regia di Ray Enright (1942)
- The Falcon Takes Over, regia di Irving Reis (1942)
- In questa nostra vita (In This Our Life), regia di John Huston (1942)
- I cavalieri azzurri (Ten Gentlemen from West Point), regia di Henry Hathaway (1942)
- Sin Town, regia di Ray Enright (1942)
- Hitler--Dead or Alive, regia di Nick Grinde (1942)
- Il sentiero della gloria (Gentleman Jim), regia di Raoul Walsh (1942)
- Vecchia San Francisco (Hello Frisco, Hello), regia di H. Bruce Humberstone (1943)
- La fortuna è bionda (Slightly Dangerous), regia di Wesley Ruggles (1943)
- They Came to Blow Up America, regia di Edward Ludwig (1943)
- Joe il pilota (A Guy Named Joe), regia di Victor Fleming (1943)
- La famiglia Sullivan (The Sullivans), regia di Lloyd Bacon (1944)
- Due donne e un purosangue (Home in Indiana), regia di Henry Hathaway (1944)
- Romanzo del West (Tall in the Saddle), regia di Edwin L. Marin (1944)
- Dakota, regia di Joseph Kane (1945)
- I sacrificati (They Were Expendable), regia di John Ford (1945)
- I conquistatori (Canyon Passage), regia di Jacques Tourneur (1946)
- Sfida infernale (My Darling Clementine), regia di John Ford (1946)
- La vita è meravigliosa (It's a Wonderful Life), regia di Frank Capra (1946)
- Gli invincibili (Unconquered), regia di Cecil B. DeMille (1947)
- La croce di fuoco (The Fugitive), regia di John Ford (1947)
- Il massacro di Fort Apache (Fort Apache), regia di John Ford (1948)
- I giorni della vita (The Time of Your Life), regia di H.C. Potter (1948)
- La quercia dei giganti (Tap Roots), regia di George Marshall (1948)
- Giovanna d'Arco (Joan of Arc), regia di Victor Fleming (1948)
- In nome di Dio (3 Godfathers), regia di John Ford (1948)
- L'amante del bandito (Singing Guns), regia di R.G. Springsteen (1950)
- La gioia della vita (Riding High), regia di Frank Capra (1950)
- La carovana dei mormoni (Wagon Train), regia di John Ford (1950)
- Non ci sarà domani (Kiss Tomorrow Goodbye), regia di Gordon Douglas (1950)
- Lo squalo tonante (Operation Pacific), regia di George Waggner (1951)
- Uniti nella vendetta (The Great Missouri Raid), regia di Gordon Douglas (1951)
- L'avamposto degli uomini perduti (Only the Valiant), regia di Gordon Douglas (1951)
- L'amante del torero (Bullfighter and the Lady), regia di Budd Boetticher (1951) - voce
- Neve rossa (On Dangerous Ground), regia di Nicholas Ray e, non accreditata, Ida Lupino (1951)
- Un uomo tranquillo (The Quiet Man), regia di John Ford (1952)
- Hellgate il grande inferno (Hellgate), regia di Charles Marquis Warren (1952)
- Aquile tonanti (Thunderbirds), regia di John H. Auer (1952)
- Ballata selvaggia (Blowing Wild), regia di Hugo Fregonese (1953)
- Notturno selvaggio (The Moonlighter), regia di Roy Rowland (1953)
- Hondo, regia di John Farrow (1953)
- Zingaro (Gipsy Colt), regia di Andrew Marton (1954)
- Johnny Guitar, regia di Nicholas Ray (1954)
- The Bob Mathias Story, regia di Francis D. Lyon (1954)
- La lunga linea grigia (The Long Gray Line), regia di John Ford (1955)
- La nave matta di Mister Roberts (Mister Roberts), regia di John Ford e Mervyn LeRoy (1955)
- Gli ostaggi (A Man Alone), regia di Ray Milland (1955)
- Sentieri selvaggi (The Searchers), regia di John Ford (1956)
- L'agguato delle cento frecce (Dakota Incident), regia di Lewis R. Foster (1956)
- I pilastri del cielo (Pillars of the Sky), regia di George Marshall (1956)
- Il marchio dell'odio (The Halliday Brand), regia di Joseph H. Lewis (1957)
- Le ali delle aquile (The Wings of Eagles), regia di John Ford (1957)
- Bambola cinese (China Doll), regia di Frank Borzage (1958)
- Un dollaro d'onore (Rio Bravo), regia di Howard Hawks (1959)
- Arriva Jesse James (Alias Jesse James), regia di Norman Z. McLeod (1959)

### Televisione
- The Silver Theatre - serie TV, episodio 1x21 (1950)
- The Bigelow Theatre - serie TV, 1 episodio (1951)
- The Gulf Playhouse - serie TV, episodio 1x02 (1952)
- Suspense - serie TV, episodio 6x40 (1954)
- The Ford Television Theatre - serie TV, episodi 2x12-3x03 (1953-1954)
- Climax! – serie TV, episodio 1x13 (1955)
- Screen Directors Playhouse – serie TV, episodio 1x10 (1955)
- Star Stage - serie TV, episodio 1x18 (1956)
- Schlitz Playhouse of Stars - serie TV, episodi 1x22-5x33-6x01 (1952-1956)
- Cavalcade of America - serie TV, episodi 3x11-5x12 (1955-1956)
- The Christophers - serie TV, 2 episodi (1955-1958)
- General Electric Theatre - serie TV, episodi 1x05-7x10 (1953-1958)
- Carovane verso il West (Wagon Train) - serie TV, 133 episodi (1957-1961)

## Doppiatori italiani
Nelle versioni in italiano dei suoi film, Ward Bond è stato doppiato da: 
- Cesare Polacco in Via col vento, Sfida infernale (ridoppiaggio), L'avamposto degli uomini perduti, Neve rossa, Un uomo tranquillo, Ballata selvaggia, Johnny Guitar, La nave matta di Mister Roberts, Sentieri selvaggi, I conquistatori, La gioia della vita, Lo squalo tonante
- Giorgio Capecchi in La più grande avventura, Il club del diavolo, Il sergente York (1º ridoppiaggio), Due donne e un purosangue, Dakota, Il marchio dell'odio
- Gaetano Verna in Sotto i cieli dell'Arizona/I gangsters del Texas (ridoppiaggio), I ribelli del porto, Fulminati, Romanzo del West, La carovana dei mormoni
- Luigi Pavese in Uniti nella vendetta, Hanno fatto di me un criminale, Joe il pilota, Gli invincibili, Giovanna d'Arco, Aquile tonanti
- Mario Pisu in Alba di gloria, La vita è meravigliosa, La lunga linea grigia, Un dollaro d'onore
- Mario Besesti in La croce di fuoco, In nome di Dio, Gli ostaggi, I pilastri del cielo
- Carlo Romano in La grande cavalcata, La via del tabacco
- Bruno Persa in Ritorna l'amore, Zingaro
- Nino Pavese in Gli indomabili
- Loris Gizzi in Il cavaliere della vendetta
- Aldo Silvani in Il massacro di Fort Apache
- Arnoldo Foà in I sacrificati
- Renato Turi in Furore
- Nino Bonanni in Hondo
- Gianrico Tedeschi in Le ali delle aquile
- Olinto Cristina in Arriva Jesse James
- Ermanno Ribaudo in Il mistero del falco (ridoppiaggio)
- Renato Mori in Non ci sarà domani (ridoppiaggio)
- Giampiero Albertini in Via col vento (ridoppiaggio)
- Luigi Montini in La più grande avventura (ridoppiaggio)
- Mario Bardella in Neve rossa (ridoppiaggio)
- Riccardo Garrone in  Notturno selvaggio (ridoppiaggio)